# 三春水柏枝
三春水柏枝（学名：Myricaria paniculata）是柽柳科水柏枝属的植物，为中国的特有植物。分布于中国大陆的云南、陕西、河南、甘肃、山西、宁夏、四川、西藏等地，生长于海拔1,000米至2,800米的地区，多生在河漫滩、河床砂地、山地河谷砾石质河滩和河谷山山坡，目前尚未由人工引种栽培。